# Aulacaspis distylii
Aulacaspis distylii är en insektsart som beskrevs av Takahashi 1955. Aulacaspis distylii ingår i släktet Aulacaspis och familjen pansarsköldlöss. Inga underarter finns listade i Catalogue of Life.